# Voleibol nos Jogos Pan-Americanos de 2011
O voleibol nos Jogos Pan-Americanos de 2011 foi realizado no Complexo Pan-Americano de Voleibol em Guadalajara, México. As disputas ocorreram entre 15 e 29 de outubro.
Oito equipes no masculino e oito equipes no feminino, divididas em dois grupos de quatro, participaram do torneio pan-americano. A melhor equipe de cada grupo avançou dirtetamente as semifinais e as equipes que finalizam em segundo e terceiro lugar disputaram as quartas-de-final. As duas equipes perdedoras nas quartas mais as duas piores colocadas nos grupos disputaram os jogos classificatórios de 5º a 8º lugar.

## Países participantes
Um total de dez delegações enviaram equipes para as competições de voleibol. Brasil, Canadá, Cuba, Estados Unidos, México e Porto Rico participam tanto do torneio masculino quanto do feminino.
| - ARG Argentina (12) - BRA Brasil (24) - CAN Canadá (24) - CUB Cuba (24) - USA Estados Unidos (24) | - MEX México (24) - PER Peru (12) - PUR Porto Rico (24) - DOM República Dominicana (12) - VEN Venezuela (12) |

## Calendário
| Outubro  | 13 | 14 | 15 | 16 | 17 | 18 | 19 | 20 | 21 | 22 | 23 | 24 | 25 | 26 | 27 | 28 | 29 | 30 |
| -------- | -- | -- | -- | -- | -- | -- | -- | -- | -- | -- | -- | -- | -- | -- | -- | -- | -- | -- |
| Voleibol |    |    |    |    |    |    |    | 1  |    |    |    |    |    |    |    |    | 1  |    |

|  | Dia de competição |  | Dia de final |

## Medalhistas
| Evento             | Ouro | Prata | Bronze |
| ------------------ | --- | --- | --- |
| Feminino detalhes  | Tandara Caixeta Jaqueline Carvalho Sheilla Castro Fabiana Claudino Danielle Lins Thaísa Menezes Fabiana de Oliveira Paula Pequeno Fernanda Garay Juciely Barreto Josefa Fabíola de Souza Marianne Steinbrecher BRA Brasil | Emily Borrell Kenia Carcases Liannes Castañeda Ana Yilian Cleger Rosanna Giel Daymara Lescay Yoana Palacios Alena Rojas Wilma Salas Yanelis Santos Yusidey Silié Gyselle Silva CUB Cuba | Kayla Banwarth Cynthia Barboza Ruth Burdine Angela Forsett Lauren Gibbemeyer Regan Hood Jessica Jones Alexandra Klineman Cassidy Lichtman Carli Lloyd Tamari Miyashiro Courtney Thompson USA Estados Unidos  |
| Masculino detalhes | Bruno Rezende Gustavo Endres Luiz Felipe Fonteles Murilo Radke Maurício Borges Thiago Alves Maurício Souza Renato Russomanno Wallace Martins Éder Carbonera Wallace de Souza Mário Pedreira Júnior BRA Brasil             | Wilfredo León Yassel Perdomo Keibel Gutiérrez Rolando Cepeda Yulián Durán Henry Bell Raydel Hierrezuelo Dariel Albo Isbel Mesa Yosniel Guillén Yoandry Díaz Fernando Hernández CUB Cuba | Iván Castellani Nicolás Uriarte Maximiliano Cavanna Gonzalo Quiroga Nicolás Bruno Sebastián Solé Federico Pereyra Alejandro Toro Pablo Crer Mariano Giustiniano Franco López Maximiliano Gauna ARG Argentina |

## Quadro de medalhas
| Ordem | País               | Medalha de ouro | Medalha de prata | Medalha de bronze |   |
| ----- | ------------------ | --------------- | ---------------- | ----------------- | - |
| 1     | BRA Brasil         | 2               |                  |                   | 2 |
| 2     | CUB Cuba           |                 | 2                |                   | 2 |
| 3     | ARG Argentina      |                 |                  | 1                 | 1 |
|       | USA Estados Unidos |                 |                  | 1                 | 1 |
| TOTAL | TOTAL              | 2               | 2                | 2                 | 6 |